# Banda Carità
Banda Carità – policyjny oddział zbrojny we Włoskiej Republice Socjalnej pod koniec II wojny światowej.
Został utworzony pod koniec 1943 r. we Florencji. Miał dużą samodzielność. Założycielem oddziału był mjr Mario Carità, służący wcześniej w 92 Legionie Milicji Faszystowskiej (tzw. Czarnych Koszul). Oddział liczył ponad 70 ludzi, wśród których byli kryminaliści wypuszczeni z więzień. W oddziale służyły też dwie córki M. Carity, Franca i Elisa. Byli oni podzieleni na trzy zespoły: "Manente" (na czele z Erno Manente), który śledził i aresztował ofiary, "Perotto" (przesłuchujący) i zespół dowódczy.
Członkowie oddziału prowadzili działania represyjne wobec Żydów i przeciwników reżimu faszystowskiego Benito Mussoliniego. Po ich schwytaniu sami prowadzili przesłuchania, najczęściej połączone z torturami. W poł. 1944 r. oddział został przeniesiony do Padwy. Jego liczebność spadła do ok. 20 ludzi. Tam jednym z aresztowanych był prof. Egidio Meneghetti, rektor miejscowego uniwersytetu, przekazany następnie SS. W lutym 1945 r. oddział otrzymał oficjalną nazwę Reparto Speciale Italiano.
Oddział został rozpuszczony 25 kwietnia tego roku. Część jego członków zbiegła na północ, niektórzy próbowali dogadać się z partyzantami. Mario Carità ukrywał się we wsi l'Alpe di Siusi w rejonie Bolzano. W nocy z 18 na 19 maja zginął w strzelaninie z dwoma amerykańskimi żołnierzami.